# Три мушкетёра (фильм, 1961)
«Три мушкетёра» (фр. Les Trois Mousquetaires) — франко-итальянский художественный фильм 1961 года. Экранизация одноимённого романа французского писателя Александра Дюма (отца).
Съёмки на натуре были сделаны в Булонском лесу в Париже, en:Château de Guermantes в департаменте Сена и Марна и в городке Семюр-ан-Осуа (департамент Кот-д’Ор), а также в замке Монпупон.

## Сюжет

### Первая серия
«Подвески королевы»
Мужество, отменная ловкость и беспримерное искусство в обращении со шпагой дали возможность д’Артаньяну, бедному дворянину из провинциальной Гаскони, ни больше ни меньше как спасти королеву Франции от бесчестия. Несмотря на все препятствия, которые воздвиг на его пути кардинал де Ришельё, д’Артаньян сумел вовремя доставить Анне Австрийской алмазные подвески — подарок короля, так неосторожно отданные ею герцогу Бекингему в знак любви. Но ещё раньше гасконец стал героем необычайных приключений, в которых снискал дружбу трёх мушкетёров — Атоса, Портоса и Арамиса, преданность славного Планше и любовь прелестной Констанс. Но д’Артаньян навлек на себя гнев Рошфора, верного слуги кардинала, ненависть Миледи, шпионки его преосвященства и, наконец, ненависть самого Ришельё — сильнейшего и влиятельнейшего политика Франции.

### Вторая серия
«Месть миледи»
(вторая серия, в отличие от первой, почти полностью, — плод фантазии сценаристов.)
Ни козни Рошфора, ни тюремные цепи, ни сладкое «заточение» в замке красотки де Винтер не заставили отважного шевалье выдать секрет письма, которое он привез из Англии вместе с подвесками. Атос, Портос и Арамис при покровительстве капитана де Тревиля вызволяют д’Артаньяна из плена, но Констанс и Бекингем погибают, став жертвами политических интриг и мести. Гасконец вступает в ряды мушкетёров. Четыре друга, поквитавшись с Рошфором и Миледи, отправляются вместе с полком в Ла Рошель. «Один за всех, и все за одного!», и сам кардинал приветствует победителей на марше.

## В ролях
- Жерар Барре — Д’Артаньян (советский дубляж — Артём Карапетян (1) и Владимир Сошальский (2))
- Жорж Декриер — Атос (советский дубляж — Борис Кордунов)
- Бернар Воринже — Портос (советский дубляж — Роберт Чумак)
- Жак Тожа — Арамис (советский дубляж — Олег Голубицкий)
- Даниель Сорано — Ришельё (советский дубляж — Сергей Курилов)
- Милен Демонжо — Миледи де Винтер (советский дубляж — Антонина Кончакова)
- Франсуаз Кристоф — Анна Австрийская (советский дубляж — Нина Никитина)
- Жан Карме — Планше[фр.] (советский дубляж — Дмитрий Масанов)
- Ги Делорм — Рошфор (советский дубляж — Михаил Глузский)
- Жак Бертье — герцог Бекингем (советский дубляж — Владимир Дружников)
- Перретт Прадье — Констанс Бонасье (советский дубляж — Юлиана Бугаева)
- Робер Берри — Бонасье (советский дубляж — Яков Беленький)
- Анри Нассье — Де Тревиль (советский дубляж — Константин Тыртов)
- Ги Трежан — Людовик XIII (советский дубляж — Юрий Саранцев (1) и Валентин Куклик (2))
- Анн Тоньетти — Кэти
- Жак Сейлер — Гримо
- Анри Коган — Мушкетон
- Андре Вебер — Базен
- Саша Питоефф — Джон Фельтон
- Лена Скерла — мадам де Шеврез
- Малка Рибовска — мадам де Ланнуа
- Эспанита Кортес — донья Эстефания
- Юбер де Лаппарент — канцлер Сегье
- Жан Дегрев — де Ла Порт
- Клод Карлиз — Бернажу
- Жак Иллинг — дворецкий Людовика
- Жан Озенн — дворецкий Бекингема
- Клод Салез — слуга Ришельё
- Доминик Зарди — трактирщик в Менге
- Пьер Мира — трактирщик в Амьене
- Эйме де Марш — де Вард
- Маргеритт Кулон — Ламбер, настоятельница монастыря кармелиток
- Иван Шифр — гвардеец кардинала
- Антуан Бод — гвардеец кардинала
- Франк Эстанж — гвардеец кардинала
- Жерар Даррье — монах
- Серж Маркан — эпизод

## Технические данные
- Цветной
- Звуковой
- Широкоэкранный

## Издания на видео
Релиз фильма на видеокассетах состоялся во Франции, Италии и в других станах Европы в конце 1970-х. В СССР в самом конце 1970-х и в начале 1980-х годов фильм с советским дубляжем начали выпускать на 2-х видеокассетах видеокомпанией «Видеопрограмма Госкино СССР».
В начале 2000-х годов фильм оцифрован и выпущен на DVD в системе звука Dolby Digital (1.0, позже — 5.1), с субтитрами и с дополнением Трейлера, Фотогалереи, Фильмографии. В России фильм с советским дубляжем выпущен на VHS и DVD дистрибьютором «Светла» только отреставрированную версию в хорошем качестве изображения и звука, а также в оригинале с русской дублированной и французской звуковыми дорожками изготовителем и распространителем на территории России «Деваль Видео». Также выпускался на DVD и с многоголосым закадровым переводом. (на коллекционных DVD других звуковых дорожек и субтитров нет). 4 декабря 2008 года компания «Союз Видео» выпустила 1-ю часть фильма с советским дубляжем, 11 декабря — 2-ю часть.